# Sông Buy
Sông Buy (tiếng Nga: Буй река) là một con sông thuộc phần châu Âu của Nga, chi lưu tả ngạn sông Kama. Sông Buy bắt đầu ở phía nam Perm krai, trong huyện Kueda, sau đó chảy theo tây bắc cộng hòa Bashkortostan và đổ vào sông Kama trên lãnh thổ huyện Kambarka thuộc cộng hòa Udmurtia.
Chiều dài của sông Buy là 228 km, diện tích lưu vực 6.530 km², độ cao thu nước trung bình là 153 m. Độ dốc trung bình 0,4 m/km.
Các chi lưu chính:
- tả ngạn: sông Arey, sông Amzya;
- hữu ngạn: sông Oshya, sông Pyz.